# Šarlota Aglaé Orleánská
Šarlota Aglaé Orleánská (20. října 1700, Palais Royal – 19. ledna 1761, Palais du Luxembourg) se narodila jako princezna královské krve, jako třetí dcera orleánského vévody Filipa II. a jeho manželky Františky Marie Bourbonské. Sňatkem s Františkem III. d'Este, jemuž dala deset dětí, se stala vévodyní z Modeny a Reggia.

## Mládí
Šarlota Aglaé se narodila v Palais Royal, pařížské rezidenci svých rodičů. Jako dítě byla u dvora známá jako Mademoiselle de Valois. Druhé jméno dostala po nejmladší ze tří mytických Charitek, jménem Aglaia.
V dětství byla se svou starší sestrou Luisou Adelaidou umístěna do kláštera Chelles, kde sestra později „vládla“ jako abatyše. Šarlota Aglaé byla jedním z osmi dětí. V roce 1714 ji rodiče poslali do kláštera Val-de-Grace. V té době se rodina zabývala myšlenkami na její sňatek. Její starší sestra, vévodkyně z Berry, navrhovala, aby se provdala za Ludvíka Armanda Bourbonského, knížete z Conti, syna Františka Ludvíka z Conti a Marie Terezy Bourbonské, král Ludvík XIV. však tento návrh nepodpořil.
V roce 1715 se Šarlota Aglaé odstěhovala k rodině do Palais Royale. Následujícího roku její matka navrhla, aby se provdala za svého bratrance, Ludvíka Augusta Bourbonského, prince de Dombes, syna Ludvíka Augusta Bourbonského, vévody z Maine, to však Šarlota Aglaé odmítla. Krátce poté se Šarlota Aglaé přestěhovala se svou babičkou, Alžbětou Šarlotou Falckou, vévodkyní vdovou orleánskou, u dvora známou jako Madame, do zámku Saint-Cloud. Vévodkyně vdova napsala o své vnučce následující:

Mademoiselle de Valois není, dle mého názoru, krásná, ale časem nebude vypadat ošklivě. Má jisté půvaby, její oči, barva i pleť, jsou hezké. Má bílé zuby, velký, špatně vypadající nos a nápadný chrup, který když se směje, má špatný efekt.

O vnučce také řekla:

Má v sobě mnoho z rodiny Mortemart, a je hodně jako vévodkyně Sforza, sestra Montespan

Její bratranec, Louis Henri, vévoda z Bourbonu, ji jménem svého mladšího bratra, Charlese de Bourbon, hraběte z Charolais, požádal o ruku. Šarlota Aglaé řekla, že nabídku vážně zváží, rodiče však tento návrh rovnou odmítli.
V roce 1718 si Šarlota Aglaé začala románek s Loouisem-Francoisem-Armandem du Plessis, vévodou de Richelieu. V roce 1719 byl vévoda zatčen a uvězněn v Hemu za účast v cellamarském spiknutí. Šarlota Aglaé vévodu ve vězení několikrát navštívila. Přála si se za něj provdat a naléhala na svého otce, regenta království, aby mu odpustil.
Její starší sestřenice, Luisa Anna Bourbonská, byla dalším dobytím promiskuitního Richelieu. Sestřenice, které si nikdy nebyly blízké, se kvůli vévodovi staly zarytými nepřítelkyněmi. Mladá Luisa Anna byla považována za nejatraktivnější dceru prince Ludvíka III. z Condé.

## Sňatek
Navzdory Šarlotiným přáním regent přijal nabídku k sňatku od Rinalda d'Este, vévody z Modeny, který chtěl Šarlotu Aglaé za nevěstu pro svého syna, prince Františka d'Este. Dřívější plány provdat Šarlotu Aglaé buď za anglického prince, nebo za Karla Emanuela III. Sardinského, selhaly. Její babička napsala Šarlotině tetě, své dceři Anně Marii Orleánské, královně Sicílie, o návrhu k sňatku. Jako předpoklad propuštění vévody de Richelieu, Šarlotina milence, bylo rozhodnuto, že se provdá za dědice Modeny.
Podle psaní její babičky se do mladé Šarloty Aglaé její budoucí manžel zamiloval jakmile „jen spatřil její portrét“.
Šarlota Aglaé, která neočekávala spokojené manželství, nechtěla opustit Francii. V roce 1661 se její vzdálená sestřenice Markéta Luisa Orleánská provdala proti své vůli za toskánského velkovévodu Cosima III. de Medici a poté trpěla v katastrofálním manželství. Lidé předpokládali, že stejný osud čeká i Šarlotu Aglaé. Velkovévodkyně, která zaznamenala podobnosti mezi ní a její mladší sestřenicí, odmítla se Šarlotou Aglaé mluvit o její nadcházející svatbě:

velkovévodkyně toskánská říká, že se nesetká s Mademoiselle de Valois, ani s ní nebude mluvit, protože velmi dobře ví, jaká Itálie je, a věří, že Mademoiselle de Valois by nebyla schopna se s tím smířit. Obávala se, že pokud by se vůbec někdy její neteř vrátila do Francie, říkali by pak o ní, že je „tam druhou velkovévodkyní“.

Původní datum sňatku bylo stanoveno na 25. ledna 1720, toto datum však bylo o měsíc posunuto kvůli omylu biskupa z Modeny. Navzdory tomu bylo manželství potvrzeno již 31. ledna.
Sňatek v zastoupení se uskutečnil 11. února 1720 v paláci Tuileries. Svého budoucího švagra zastupoval Šarlotin bratr, vévoda z Chartres, zatímco vlečku jí držela její mladší sestra Luisa Alžběta. Poté se v Palais Royale konal banket, na němž mladý král Ludvík XV. představil nové dědičné princezně z Modeny své dary.

### Modena
Šarlota Aglaé se vydala nejdříve do Antibes a pak do Janova.
20. června dorazila do Reggia, kde se poprvé setkala se svým tchánem, manželem a švagrem. Formální svatební obřad se konal 21. června 1720 v Modeně. Šarlota Agleé obdržela obrovské věno ve výši 1.8 milionů livrů, část od mladého krále Ludvíka XV., část od otce regenta. Od své nové země Šarlota Aglaé obdržela svatební výbavu sestávající z diamantů a portrétů svého budoucího manžela.
Vzhledem k tomu, že manželova matka zemřela v roce 1710, stala se dědičná princezna nejvýše postavenou princeznou Modeny.
Navzdory tomu, že nebyla postavení ani fille ani petite-fille de France, bylo Šarlotě Aglaé dovoleno ponechat si u modenského dvora vévodkyni z Villars jako svou dvorní dámu. Vévodkyně z Villars tam byla k reprezentaci francouzského krále.

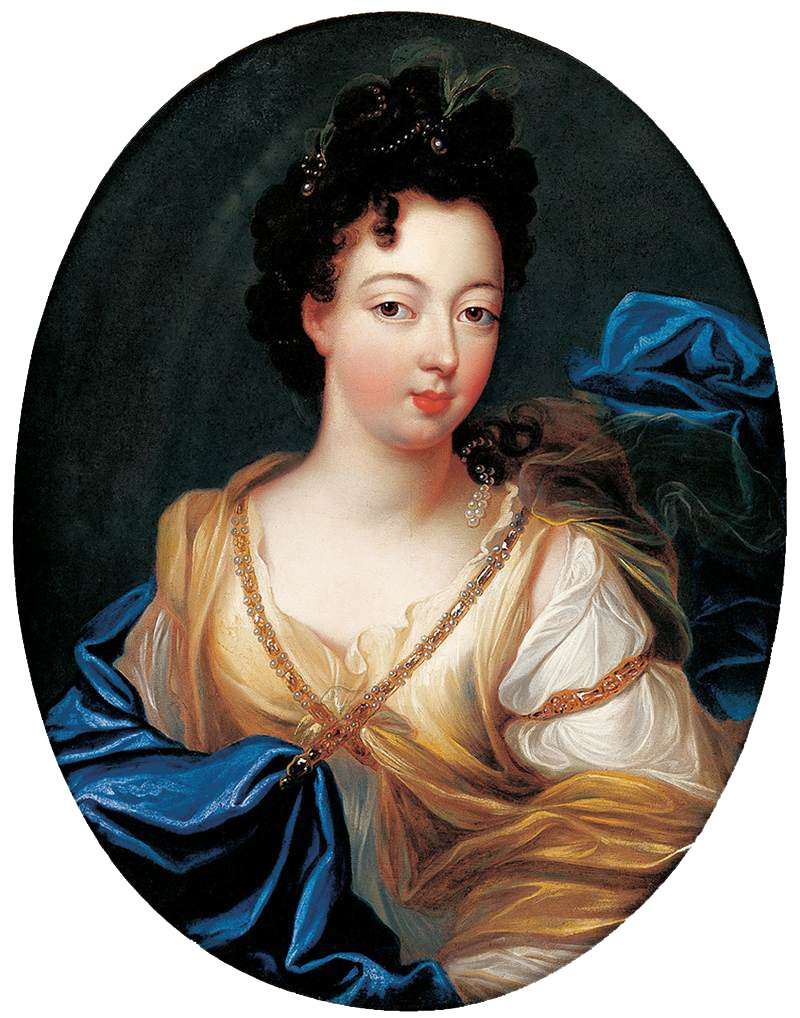
Šarlota Aglaé před svatbou

Hostina se podávala v hodinu, kdy mnoho moderních dam ve Francii usrkávalo svou ranní čokoládu; obvyklou odpolední činností vévodské rodiny byla projížďka kočárem, který postupoval téměř pohřební rychlostí; večeře byla v osm hodin, a v deset byl čas jít spát. Její nuda byla přerušena jedině tehdy, když byl tchánův oblíbenec hrabě Salvatico (Šarlotin ctitel) jmenován velmistrem obřadů. Hrabě využil své nové pozice k vymáhání vstupu do princezniných komnat, kdy se mu zachce. Zadržoval její poštu od jejích příbuzných a přátel z Francie a dokonce měl tu odvahu zastavit dodávku několika dopisů od jejího otce, aby vytvořil dojem jejího znesváření s regentem.
Kromě toho vybavil její kočár slepými a chromými koňmi a její stůl špatným cínem. Zkrátka se ji snažil soužit, jak jen to bylo možné.
Aby se u nudného dvora rozptýlila, pořádala Šarlota Aglaé malé soukromé setkání ve svých komnatách, kde se bavila s malým kroužkem návštěvníků, který zahrnoval tři manželovi sestry, včetně budoucí parmské vévodkyně Enrichetty d'Este.
V září 1720 onemocněla Šarlota Aglaé neštovicemi a podle její babičky přijala poslední svátost. Šarlota Aglaé si ke svému lůžku zavolala svého francouzského zpovědníka, Colibeauxe, dla mu kazetu a nařídila mu, aby spálil všechny papíry, které obsahuje. Mezi těmito papíry byly pravděpodobně milostné dopisy, které dostala od vévody de Richelieu. Během této nemoci se s ní manžel nesměl vídat; až do jejího uzdravení zůstal ve své vile v Sassuolo. Brzy bylo manželství kritizováno kvůli absenci potomků, a vina byla dávána právě uzdravené princezně.
Tato kritika pár vedla, k velké nelibosti tchána, k útěku do Verony. V naději že se vrátí, přerušil s princem a princeznou písemný styk. To bylo v době, kdy Šarlota poprvé požádala svého otce o návrat do Francie k rodině ve Versailles. Tato žádost pouze vedla ke komplikacím sňatkových plánů jejích mladších sester Luisy Alžběty a Filipíny Alžběty. V prosinci 1723, zatímco ona byla ve vzdálené Itálii, její otec, regent Francie, zemřel. Jeho orleánské tituly zdědil její mladší bratr Ludvík. Po smrti jejího otce byli Šarlota Aglaé s manželem požádáni, aby zůstali v princově vile v Reggiu, v soukromém exilu vzdáleni od modenského dvora.
V roce 1727 ji v Modeně navštívil bývalý milenec Richelieu a ti dva obnovili svůj románek. Když byli odhaleni, povolil jí manžel v dočasné nemilosti návrat do Francie. Do Modeny se vrátila později roku 1727. Následujícího roku 1728 odjeli s manželem do Janova; o pět let později, v roce 1733, se vrátila do Francie, kde nebyla vítána; matka, která jí nikdy neměla ráda, byla chladná; jejím nejbližším přítelem v rodině byl její nevlastní nemanželský bratr chevalier d´Orléans.
V roce 1733 vypukla válka o polské dědictví. Navzdory tchánovu prohlášení o neutrálnosti, byl dům vévodské rodiny stále obsazen cizími armádami.
V důsledku toho odjel modenský vévoda do Bologny, zatímco jeho syn se Šarlotou Aglaé odcestoval do Francie, kde zůstali v Lyonu. Její matka, snažící se udržet svou skandální dceru co nejdál od Paříže, napsala vévodovi z Modeny, aby zajistil, že Šarlota Aglaé s manželem zůstanou v Lyonu. Šarlotin mladší bratr vévoda Ludvík učinil to samé. Následujícího roku bylo, po mnohé korespondenci mez jejím manželem a francouzským dvorem, páru dovoleno inkognito přijet do Paříže. Tam dorazili 12. března 1734. Její příchod do Palais Royale proběhl chladně. Setkala se s matkou a bratrem, ani jeden z nich jí však nenabídl ani ubytování ani občerstvení.
Nakonec se manželé ubytovali v Hotelu de Luynes Rue du Colombier (kde se jim narodil syn Benedetto), nedaleko kláštera Saint-Germain-de-Prés. Brzy poté se přestěhovali do Hotelu de Lyon v Rue des Petits-Champs, který byl blíže k sídlu jejího bratra, Palais Royale. Bratr ji během jejího pobytu v Paříži poskytl malou sumu 25.000 ‘‘écus‘‘, jakkoli jinak pomoci jí však odmítl.

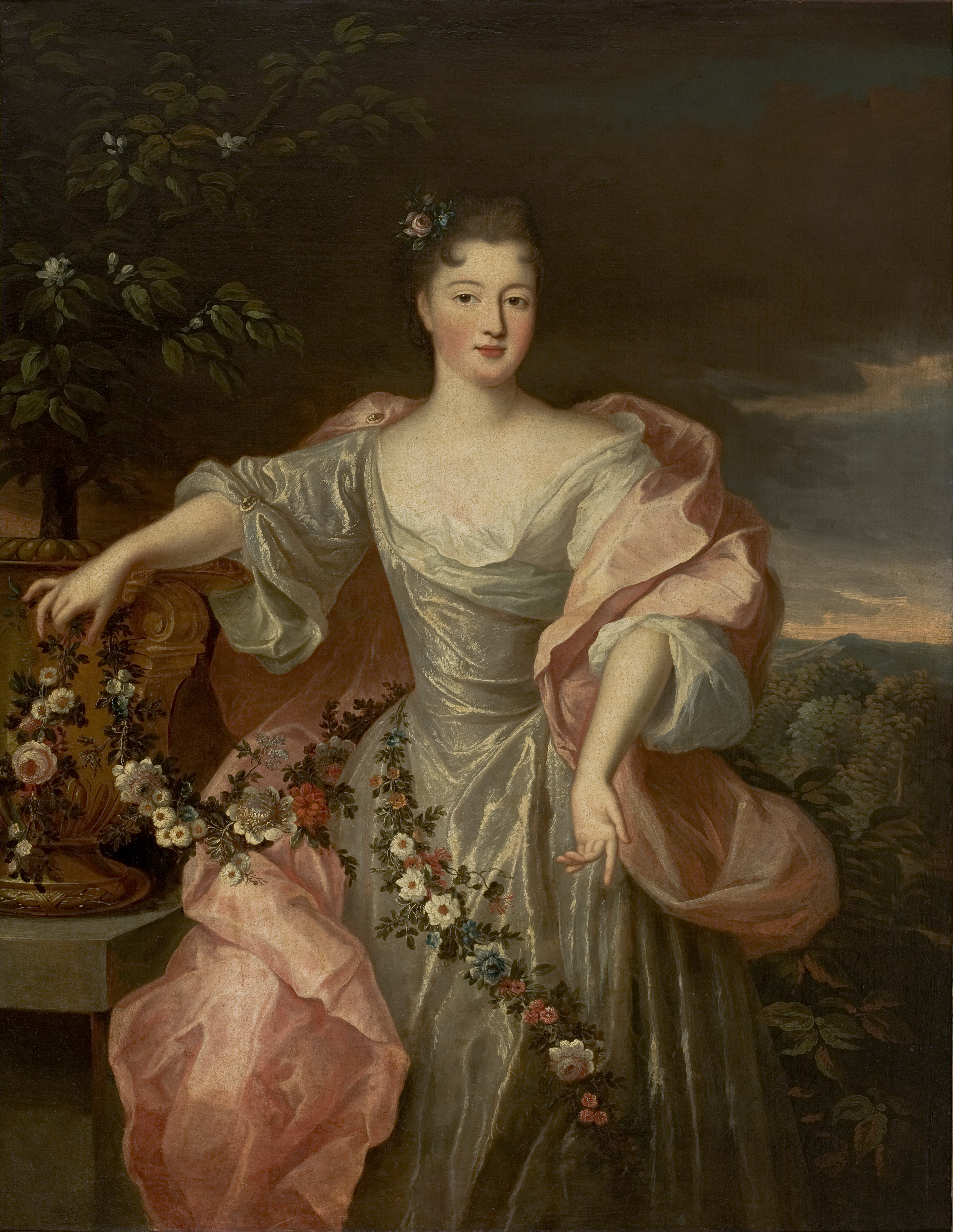
Šarlota Aglaé

V roce 1735 byl její manžel kvůli záležitostem státu povolán zpět do Modeny. Šarlota Aglaé využila svých pohledů, aby ovlivnila svého bratrance, mladého krále, aby jí dovolil po manželově odjezdu zůstat. Povolení jí bylo uděleno pod podmínkou, že zůstane vzdálena od dvora a bude žít ve Val-de-Grace, v klášteře svého dětství. V důsledku manipulací její matky a bratra nebyla Šarlota nikdy přijata královnou Marií Leszczyńskou. To bylo vždy odůvodňováno tím, že tak veřejná událost by odhalila její inkognito status. Její manžel se vrátil v květnu 1736.
K velké mrzutosti její rodiny zůstala Šarlota Aglaé s manželem v Paříži. Následovala dramatická hádka, v níž se Šarlota Aglaé handrkovala se svou sestrou, španělskou královnou vdovou, ohledně etikety. Když se rodina postavila na stranu královny vdovy, stala se Šarlota Aglaé zcela izolovanou.
Někdy poté její manžel odjel do Uherska. Šarlota Aglaé naléhala na kardinála Fleuryho, aby přesvědčil mladého krále, aby jí ještě jednou dovolil zůstat v Paříži a ona by nemusela odjet s manželem. Kardinál také přesvědčil její rodinu, aby přijala její pokračující přítomnost ve Francii.
Po tchánově smrti v roce 1737 se stal její manžel modenským vévodou Františkem III. Navzdory Šarlotinu novému postavení manželky panovníka, se její situace ve Francii vůbec nezlepšila. Rodinné vztahy byly dále zhoršeny, když Šarlota Aglaé, když Šarlota Aglaé vstoupila s bratrem do soudní pře o jakýsi rodinný majetek.
V červnu 1739 se neochotně vrátila do Modeny. V pokusu učinit z ní moderní místo, podporovala umění. Představila Modeně francouzský styl divadla, který měl velký úspěch. Také do města přivedla corps de ballet, na což byla velmi hrdá. Její manžel také učinil nějaké přídavky ve vévodském paláci v Modeně, včetně velkého sálu, který byl přesnou replikou jednoho sálu v paláci Tuileries. Během jejich manželství nashromáždil její manžel jednu z nejlepších portrétních sbírek v Itálii.
V roce 1741 se jejich nejstarší syn, vévodský dědic Herkules, oženil s Marií Terezou Cybo-Malaspina (1725–1790), dcerou Alderana Cybo-Malaspina, vévody z Massy, a jeho manželky Ricciardie Gonzaga di Novellara. Marie Tereza se v roce 1731 po smrti svého otce stala vévodkyní z Massy. Mladý pár měl spolu později dvě děti, které se dožily dospělosti.
V roce 1743 byla Šarlota Aglaé kvůli válce o rakouské dědictví nucena požádat o povolení k návratu do Paříže se svou nejstarší dcerou Marií Terezou. Tato žádost byla nejdříve ignorována, pomoc však přišla od jejího bývalého milence de Richelieu, který využil svého vlivu na tehdejší milenku Ludvíka XV., vévodkyni z Châteauroux, aby nezbytný souhlas získala. Když přijela do Paříže, byla přivítána se všemi poctami, které k jejímu postavení náležely.
Ze Šarloty Aglaé se stala obtloustlá zarudlá žena, dosti podobná svému otci. Bydlela v Rue de Grenelle ve Faubourg Saint-Germain a přátelila se s vévodkyní z Chateauroux.
Po smrti vévodkyně z Chateauroux její vliv na čas upadl. V roce 1744 se jí však podařilo zajistit pro svou dceru, princeznu Marii Terezu z Modeny, sňatek s vévodou z Penthiévre, nejbohatším šlechticem Francie. Ludvík Jan Maria Bourbonský byl Šarlotiným mladším bratrancem a dědicem nesmírně bohatého domu Bourbon-Penthiévre. Ze šťastného manželství uzavřeného v roce 1744 se narodily dvě dospělosti dožité děti. Jejich nejstarší potomek, princ di Lamballe, se v roce 1767 oženil s Marií Terezou Luisou Savojskou, budoucí přítelkyní Marie Antoinetty. Jejich druhé dítě, dcera Luisa Marie Adelaida Bourbonská, se provdala za vévodu z Chartres (za Velké francouzské revoluce známého jako Filip Égalité) a později se stala matkou budoucího krále Ludvíka Filipa.
Po smrti Marie Terezy v roce 1754 odcestoval Monsieur de Penthiévre do Itálie, kde mu byla nabídnuta další z dcer Šarloty Aglaé, princezna Matylda. Penthiévre ji však odmítl a nikdy se znovu neoženil.
Dceřina sňatku využila Šarlota Aglaé k tomu, že krátkou dobu mohla mluvit do francouzské politiky. Věci se změnily, když byla u dvora v roce 1745 představena Madame de Pompadour. Po uzavření cášského míru v roce 1748 se Šarlota Aglaé nevrátila do Modeny. V roce 1754 se zdálo, že ztratila své zalíbení ve Versailles.
Navzdory tomu se jí podařilo zajistit sňatek své čtvrté dcery, princezny Marie Fortunaty. Marie Fortunata se stejně jako její starší sestra provdala za jednoho z matčiných bratranců, Louise Francoise II. de Bourbon, posledního prince z Conti. Manželství bylo velmi nešťastné, manžel nechtěl se svou manželkou žít ani přebývat. Šarlota Aglaé se nakonec v roce 1759 vrátila do Modeny. Tam zjistila, že má její manžel vztah s markýzou Simonetti, šedesátiletou vdovou. Šarlota se rozhodla zanechat starý pár vlastnímu osudu a začala cestovat po celé Evropě. Zemřela v Paříži v Petit Luxembourg, kde předtím zemřely dvě z jejích sester, vévodkyně z Berry a španělská královna vdova. Její srdce bylo umístěno v kostele Val-de-Grace, ale během Velké francouzské revoluce bylo vyjmuto a ztraceno. Její manžel se po její smrti ještě dvakrát morganaticky oženil s Terezou Castelberco a Renatou Terezou d'Harrach.
Šarlotino tělo bylo pohřbeno v klášteře Val-de-Grace, kde strávila většinu svého dětství.

## Potomci
Šarlota Aglaé měla se svým manželem Františkem deset dětí:
- Alfonso d'Este (18. listopadu 1723 – 16. června 1725)
- František Konstantin d'Este (22. listopadu 1724 – 16. června 1725)
- Marie Tereza Felicitas d'Este (6. října 1726 – 30. dubna 1754) ⚭ 1744 vévoda z Penthièvre Ludvík Jan Maria Bourbonský (1725–1793)
- Herkules III. d'Este (22. listopadu 1727 –14. října 1803) ⚭ 1741 vévodkyně z Massy, kněžna z Cerrary Marie Tereza Cybo-Malaspina (1725–1790)
- Matylda d'Este (7. února 1729 – 14. listopadu 1803)
- Beatrix d'Este (14. července 1730 – 12. července 1731)
- Beatrix d'Este (24. listopadu 1731 – 3. dubna 1736)
- Marie Fortunata d'Este (24. listopadu – 21. září 1803) ⚭ 1759 kníže de Conti Louis François II. de Bourbon (1734–1814)
- Benedetto Filippo d'Este (30. září 1736 – 16. září 1751)
- Marie Alžběta Ernestina d'Este (12. února 1741 – 4. srpna 1774)

## Tituly a oslovení
- 20. října 1700 – 11. února 1720: Mademoiselle de Valois
- 11. února 1720 – 26. října 1737: Její Jasnost dědičná princezna z Modeny a Reggia
- 26. října 1737 – 19. ledna 1761: Její Jasnost vévodkyně z Modeny a Reggia

## Vývod z předků
|                         |                                      |  |                          |                                    |  |  |  |  |  |  |  | Jindřich IV. Francouzský |
|                         |                                      |  |                          |                                    |  |  |  |  |  |  |  |                          |
|                         | Ludvík XIII.                         |  |                          |                                    |  |  |  |  |  |  |  |                          |
|                         |                                      |  |                          |                                    |  |  |  |  |  |  |  |                          |
|                         |                                      |  |                          | Marie Medicejská                   |  |  |  |  |  |  |  |                          |
|                         |                                      |  |                          |                                    |  |  |  |  |  |  |  |                          |
|                         | Filip I. Orleánský                   |  |                          |                                    |  |  |  |  |  |  |  |                          |
|                         |                                      |  |                          |                                    |  |  |  |  |  |  |  |                          |
|                         |                                      |  |                          | Filip III. Španělský               |  |  |  |  |  |  |  |                          |
|                         |                                      |  |                          |                                    |  |  |  |  |  |  |  |                          |
|                         | Anna Rakouská                        |  |                          |                                    |  |  |  |  |  |  |  |                          |
|                         |                                      |  |                          |                                    |  |  |  |  |  |  |  |                          |
|                         |                                      |  |                          | Markéta Habsburská                 |  |  |  |  |  |  |  |                          |
|                         |                                      |  |                          |                                    |  |  |  |  |  |  |  |                          |
|                         | Filip II. Orleánský                  |  |                          |                                    |  |  |  |  |  |  |  |                          |
|                         |                                      |  |                          |                                    |  |  |  |  |  |  |  |                          |
|                         |                                      |  |                          | Fridrich Falcký                    |  |  |  |  |  |  |  |                          |
|                         |                                      |  |                          |                                    |  |  |  |  |  |  |  |                          |
|                         | Karel I. Ludvík Falcký               |  |                          |                                    |  |  |  |  |  |  |  |                          |
|                         |                                      |  |                          |                                    |  |  |  |  |  |  |  |                          |
|                         |                                      |  |                          | Alžběta Stuartovna                 |  |  |  |  |  |  |  |                          |
|                         |                                      |  |                          |                                    |  |  |  |  |  |  |  |                          |
|                         | Alžběta Šarlota Falcká               |  |                          |                                    |  |  |  |  |  |  |  |                          |
|                         |                                      |  |                          |                                    |  |  |  |  |  |  |  |                          |
|                         |                                      |  |                          | Vilém V. Hesensko-Kasselský        |  |  |  |  |  |  |  |                          |
|                         |                                      |  |                          |                                    |  |  |  |  |  |  |  |                          |
|                         | Šarlota Hesensko-Kasselská           |  |                          |                                    |  |  |  |  |  |  |  |                          |
|                         |                                      |  |                          |                                    |  |  |  |  |  |  |  |                          |
|                         |                                      |  |                          | Amálie Alžběta z Hanau-Münzenbergu |  |  |  |  |  |  |  |                          |
|                         |                                      |  |                          |                                    |  |  |  |  |  |  |  |                          |
| Šarlota Aglaé Orleánská |                                      |  |                          |                                    |  |  |  |  |  |  |  |                          |
|                         |                                      |  |                          |                                    |  |  |  |  |  |  |  |                          |
|                         |                                      |  | Jindřich IV. Francouzský |                                    |  |  |  |  |  |  |  |                          |
|                         |                                      |  |                          |                                    |  |  |  |  |  |  |  |                          |
|                         | Ludvík XIII.                         |  |                          |                                    |  |  |  |  |  |  |  |                          |
|                         |                                      |  |                          |                                    |  |  |  |  |  |  |  |                          |
|                         |                                      |  |                          | Marie Medicejská                   |  |  |  |  |  |  |  |                          |
|                         |                                      |  |                          |                                    |  |  |  |  |  |  |  |                          |
|                         | Ludvík XIV.                          |  |                          |                                    |  |  |  |  |  |  |  |                          |
|                         |                                      |  |                          |                                    |  |  |  |  |  |  |  |                          |
|                         |                                      |  |                          | Filip III. Španělský               |  |  |  |  |  |  |  |                          |
|                         |                                      |  |                          |                                    |  |  |  |  |  |  |  |                          |
|                         | Anna Rakouská                        |  |                          |                                    |  |  |  |  |  |  |  |                          |
|                         |                                      |  |                          |                                    |  |  |  |  |  |  |  |                          |
|                         |                                      |  |                          | Markéta Habsburská                 |  |  |  |  |  |  |  |                          |
|                         |                                      |  |                          |                                    |  |  |  |  |  |  |  |                          |
|                         | Františka Marie Bourbonská           |  |                          |                                    |  |  |  |  |  |  |  |                          |
|                         |                                      |  |                          |                                    |  |  |  |  |  |  |  |                          |
|                         |                                      |  |                          | Gaspard de Rochechouart            |  |  |  |  |  |  |  |                          |
|                         |                                      |  |                          |                                    |  |  |  |  |  |  |  |                          |
|                         | Gabriel de Rochechouart de Mortemart |  |                          |                                    |  |  |  |  |  |  |  |                          |
|                         |                                      |  |                          |                                    |  |  |  |  |  |  |  |                          |
|                         |                                      |  |                          | Louise de Maure                    |  |  |  |  |  |  |  |                          |
|                         |                                      |  |                          |                                    |  |  |  |  |  |  |  |                          |
|                         | Madame de Montespan                  |  |                          |                                    |  |  |  |  |  |  |  |                          |
|                         |                                      |  |                          |                                    |  |  |  |  |  |  |  |                          |
|                         |                                      |  |                          | Jean de Grandseigne                |  |  |  |  |  |  |  |                          |
|                         |                                      |  |                          |                                    |  |  |  |  |  |  |  |                          |
|                         | Diane de Grandseigne                 |  |                          |                                    |  |  |  |  |  |  |  |                          |
|                         |                                      |  |                          |                                    |  |  |  |  |  |  |  |                          |
|                         |                                      |  |                          | Catherine de La Béraudière         |  |  |  |  |  |  |  |                          |
|                         |                                      |  |                          |                                    |  |  |  |  |  |  |  |                          |